# Ernst Wichert
Ne doit pas être confondu avec Ernst Wiechert.
Ernst Wichert, né le 11 mars 1831 à Insterbourg (actuellement Tcherniakhovsk) en province de Prusse-Orientale et mort le 21 janvier 1902 à Berlin, est un écrivain et un juriste prussien.

## Biographie
Ernst Wichert a fréquenté la Realschule à Pillau (actuellement Baltiisk) puis au lycée de Kneiphof de Königsberg. Alors qu'il étudie la jurisprudence à l'université de Königsberg, il est membre de la société d'étudiants (Burschenschaft) progressiste « Palmburgia ». Après une période en tant qu'assesseur à Memel (actuellement Klaipėda), il devient, en 1860, juge de district à Prökuls (actuellement Priekulė). Trois ans plus tard, il revient comme juge de ville à Königsberg, où il devient en 1877 (ou en 1879 d'après d'autres sources) juge à la cour d'appel provinciale de Königsberg et est élevé au titre de docteur honoris causa. À partir de l'« année des trois empereurs » 1888, il est juge de cour d'appel de Berlin. En 1896, il prend sa retraite avec le titre de Geheimer Justizrat.
Ernst Wichter est, comme Heine ou Goethe, ce que les Allemands appellent un Dichterjurist, littéralement un juriste-poète, c'est-à-dire un poète avec une formation en droit. Il est corédacteur en chef du journal Altpreußische Monatsschrift. En 1871 à Leipzig, il cofonde la Deutsche Genossenschaft dramatischer Autoren und Komponisten, coopérative d'auteurs dramatiques et de compositeurs allemands, renommée plus tard en Verband Deutscher Bühnenschriftsteller, association d'auteurs de théâtre allemands, de nos jours Dramatiker-Union (de), union dramatique, la plus ancienne société d'auteurs allemande à l'échelle nationale.
Sa fille Anna Wichert (née en 1865) épouse en 1887 l'indologue Richard Garbe (de), alors professeur à Königsberg et plus tard à Tübingen.

## Œuvres
Ernst Wichert a publié 34 pièces de théâtre, 28 romans ainsi que 15 recueils de nouvelles sur un ou plusieurs tomes.
Sa connaissance des réalités sociales dans l'Empire allemand et ses expériences vécues dans le quotidien de la justice transparaissent dans son œuvre. Dans les Litauischen Geschichten par exemple, il raconte la vie et le combat pour la survie des pêcheurs et des gens de la campagne.
Dans ses pièces et travaux en prose, il a satisfait le besoin de la classe moyenne wilhelmienne de confirmer ses valeurs et de croire en l'avenir du Reich bismarckien. Nous disposons ainsi d'une image authentique de la culture et de l'histoire du XIXe siècle.

### Pièces de théâtre
- Unser General York, 1858
- Der Withing von Samland, tragédie, 1860
- Licht und Schatten, 1861
- Der Narr des Glücks, comédie, 1871
- Ein Schritt vom Wege, comédie, 1871
- Die Realisten, comédie, 1874
- Biegen oder Brechen, comédie, 1874
- An der Majorsecke, comédie, 1875
- Die Frau für die Welt, 1876
- Moritz von Sachsen, tragédie, 1876
- Der Freund des Fürsten, comédie, 1879
- Peter Munk, 1882
- Im Dienst der Pflicht, drame historique, 1896

### Romans, Récits, Nouvelles
- Aus anständiger Familie, roman, 1866
- Schuster Lange, nouvelle, 1873, paru dans Die Gartenlaube
- Ein kleines Bild, récit du temps de la guerre franco-allemande, 1875, paru dans die Gartenlaube
- Novelliertes Lustspiel, 1876, paru dans die Gartenlaube
- Nur Wahrheit, nouvelle, 1876 , paru dans Deutsche Rundschau
- Gebunden. Erzählung, 1878, paru dans die Gartenlaube
- Heinrich von Plauen, roman, 1881
- Litauische Geschichten, 1881
- Aus dem Leben, nouvelles, 1882
- Unter einer Decke, nouvelle, 1883
- Die Braut in Trauer, 1883, paru dans  die Gartenlaube
- Der Bürgermeister von Thorn, roman, 1886
- Der Große Kurfürst in Preußen, roman, 1887
- Eine Beichte, Novelle, 1891, paru dans die Gartenlaube
- „Elsa“. Eine Ehestandstragödie in Briefen, 1893, paru dans die Gartenlaube
- Der Richter von Thorn (?), récit

### Autobiographie
- Richter und Dichter. Ein Lebensausweis, 1899

### Adaptations au cinéma
- La vie d'Elze (lt) (Elzė iš Giljos), d'après le récit Der Schaktarp, (Lit-D, 1999), réalisé par Algimantas Puipa (en), avec Eglė Jaselskytė et Aušra Venckunaitė